# Gang Bonnota

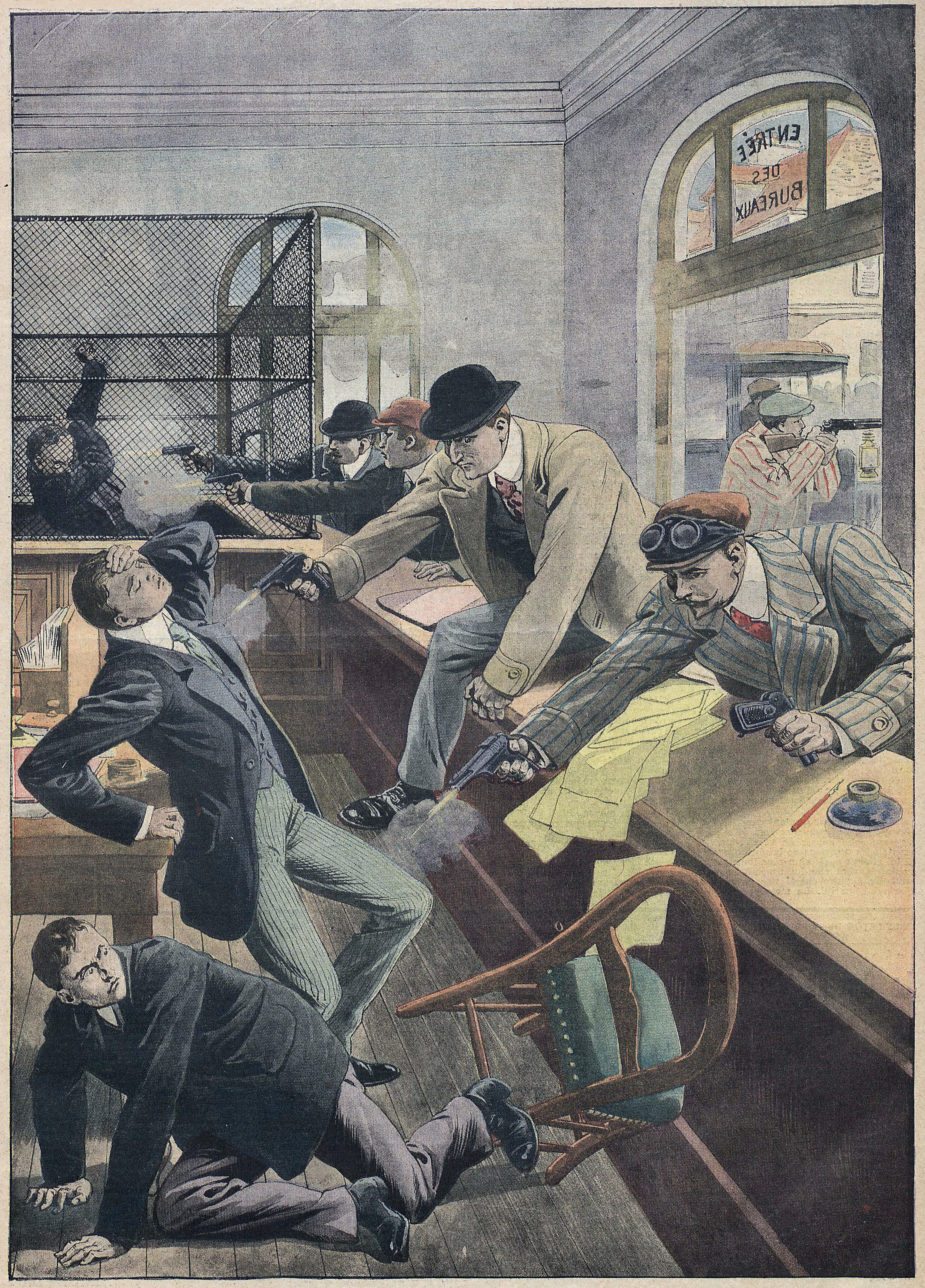
Napad na filię Société Générale w Chantilly,Le Petit Journal 1912.

Gang Bonnota (fr. La Bande à Bonnot) – francuska grupa anarchistów illegalistów działająca w latach 1911–1912 na terytorium Francji oraz Belgii. Za swój cel przedstawiała ona destabilizację społeczeństwa, uznanego za oparte na powszechnym wyzysku, poprzez stosowanie przemocy i dokonywanie przestępstw karnych.

## Historia

### Powstanie
Gang Bonnota rozwinął się z grupy sympatyków czasopisma Anarchia, zwolenników anarchoindywidualizmu, której przywódcami byli Octave Garnier, Raymond Callemin oraz René Valet. Pierwszy z nich, dla zwiększenia popularności i skuteczności grupy, podsunął pozostałym członkom propozycję skupienia się w swoich działaniach na otwarte łamanie prawa i dokonywanie zbrojnych napadów. Miało to zwiększyć rozgłos związany z francuskimi anarchistami i wywołać poczucie niepewności u warstw zamożnych i w kręgach rządowych, uznanych przez anarchoindywidualistów za głównych wrogów. Faktycznym liderem gangu stał się jednak anarchista jedynie luźno związany z Anarchią, Jules Bonnot.
Grupa nie opracowała jednego manifestu ideowego, jej członkowie znali myśl Proudhona, Michaiła Bakunina, Maxa Stirnera oraz Fryderyka Nietzschego. Inspiracją dla nich były również akty terroryzmu indywidualnego dokonywane przez anarchistów francuskich na przełomie XIX i XX wieku oraz postacie Auguste'a Vaillanta i Ravachola. Wśród członków grupy byli zarówno ideowi działacze anarchistyczni i pacyfistyczni, jak i zwykli przestępcy.

### Działalność
21 grudnia 1911 gang Bonnota napadł na konwój z pieniędzmi banku Société Générale w Paryżu, wykorzystując samochód skradziony tydzień wcześniej i rabując ponad pięć tysięcy franków. Tydzień później członkowie gangu włamali się do sklepu z bronią w centrum stolicy, wynosząc z niego kilkadziesiąt sztuk broni palnej różnego rodzaju, a następnie przy użyciu zrabowanej broni palnej zamordowali bogatego przemysłowca nazwiskiem Moreau, zabierając z jego domu 30 tys. franków. Równocześnie gang wyspecjalizował się w kradzieżach automobili, wyprowadzanych najczęściej z garaży właścicieli.
9 stycznia 1912 gang obrabował amerykańską fabrykę broni w Paryżu, po czym dokonał kolejnych kradzieży samochodów w Paryżu i sąsiadujących departamentach. Plany kradzieży pieniędzy z konwoju w Nîmes, a następnie w Alais, zakończyły się jednak niepowodzeniem z powodu dwukrotnej awarii kradzionych automobili, które gang porzucił. W czasie przeprowadzanych napadów członkowie gangu zabili również kilku policjantów oraz pracowników atakowanych banków. W tym momencie w akcję poszukiwania „bandytów samochodowych” zaangażowała się policja w całym kraju, zaś ich tożsamość oraz metody walki z nimi stały się głównym tematem dyskusji prowadzonych na łamach prasy wysokonakładowej. Działania te nie przynosiły jednak efektów, a w marcu 1912 Garnier osobiście skontaktował się listownie z dziennikiem Le Matin, by wyśmiać dotychczasowe środki zaangażowane w tropienie gangu. W liście autor twierdził, że wie, że gang musi ponieść klęskę, jednak deklarował, że grupa będzie do końca toczyła walkę ze społeczeństwem.

### Rozbicie
Po dokonaniu przez gang kolejnego napadu i kradzieży połączonej z podwójnym zabójstwem policja francuska zwiększyła środki przeznaczone na ściganie grupy. Dodatkową nagrodę wyznaczył również bank Société Générale. Efektem było aresztowanie większości członków gangu do końca kwietnia 1912. Na wolności pozostali jedynie Bonnot, Garnier oraz Valet. Pierwszy z nich został osaczony 28 kwietnia w domu w Choisy le Roi pod Paryżem i zmarł na skutek rany głowy, jaką odniósł w strzelaninie z policją. 14 maja w domu w Nogent-sur-Marne Valet i Garnier zostali otoczeni przez kilkuset policjantów i żołnierzy dowodzonych przez naczelnego prefekta policji Xaviera Guicharda. Po wysadzeniu domu w powietrze Garnier zginął na miejscu, Valet został ciężko ranny i zmarł wskutek doznanych obrażeń.
W procesie pozostałych członków gangu zapadły wyłącznie wyroki śmierci za wielokrotne morderstwa. Jedynie rosyjski emigrant Victor Serge otrzymał wyrok pięciu lat więzienia za udział w napadach. Ostatecznie większość wyroków śmierci została zamieniona na dożywotnie więzienie, poza karą dla Raymond Caillemina, Antoine Monniera, André Soudy'ego, którzy nie złożyli próśb o ułaskawienie.

## Skutki
Mimo faktu, że działalność gangu była powszechnie komentowana przez media, a nawet po jego rozbiciu pozostał on jedną z bardziej znanych francuskich grup anarchistycznych, francuscy anarchiści w większości odcięli się od illegalizmu, uznając go za ideologię burżuazyjną. Również robotnicy, którzy w założeniach illegalistów mieli ich poprzeć, w większości nie sympatyzowali z gangiem.
Rząd francuski wykorzystał działalność grupy Bonnota do serii działań wymierzonych w anarchistów, część głównonurtowej prasy wzywała do całkowitej rozprawy z lewicą, by uniknąć w przyszłości powstawania podobnych grup.

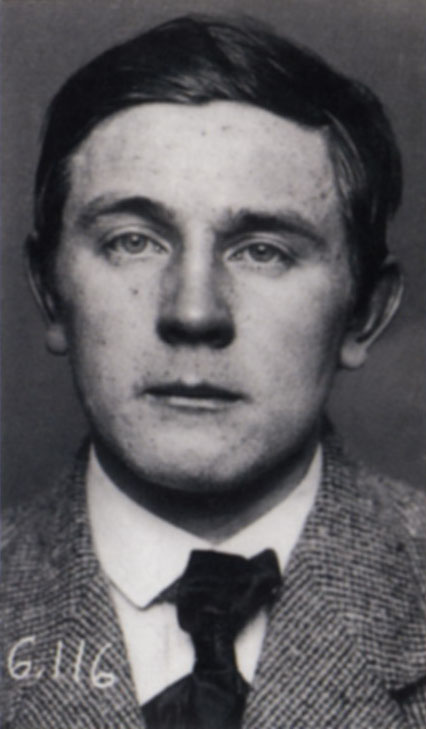
Raymond Callemin
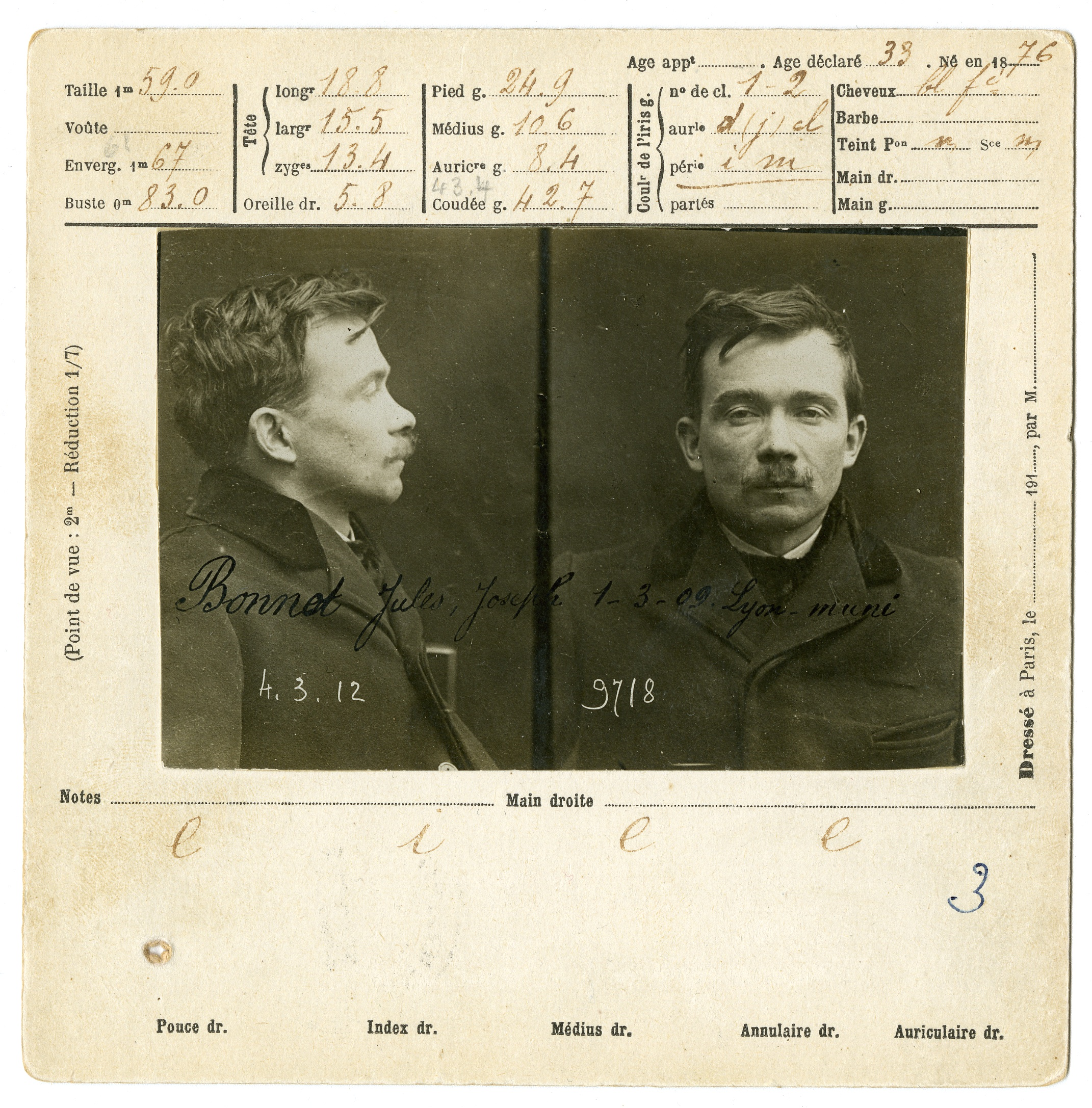
Jules Bonnot
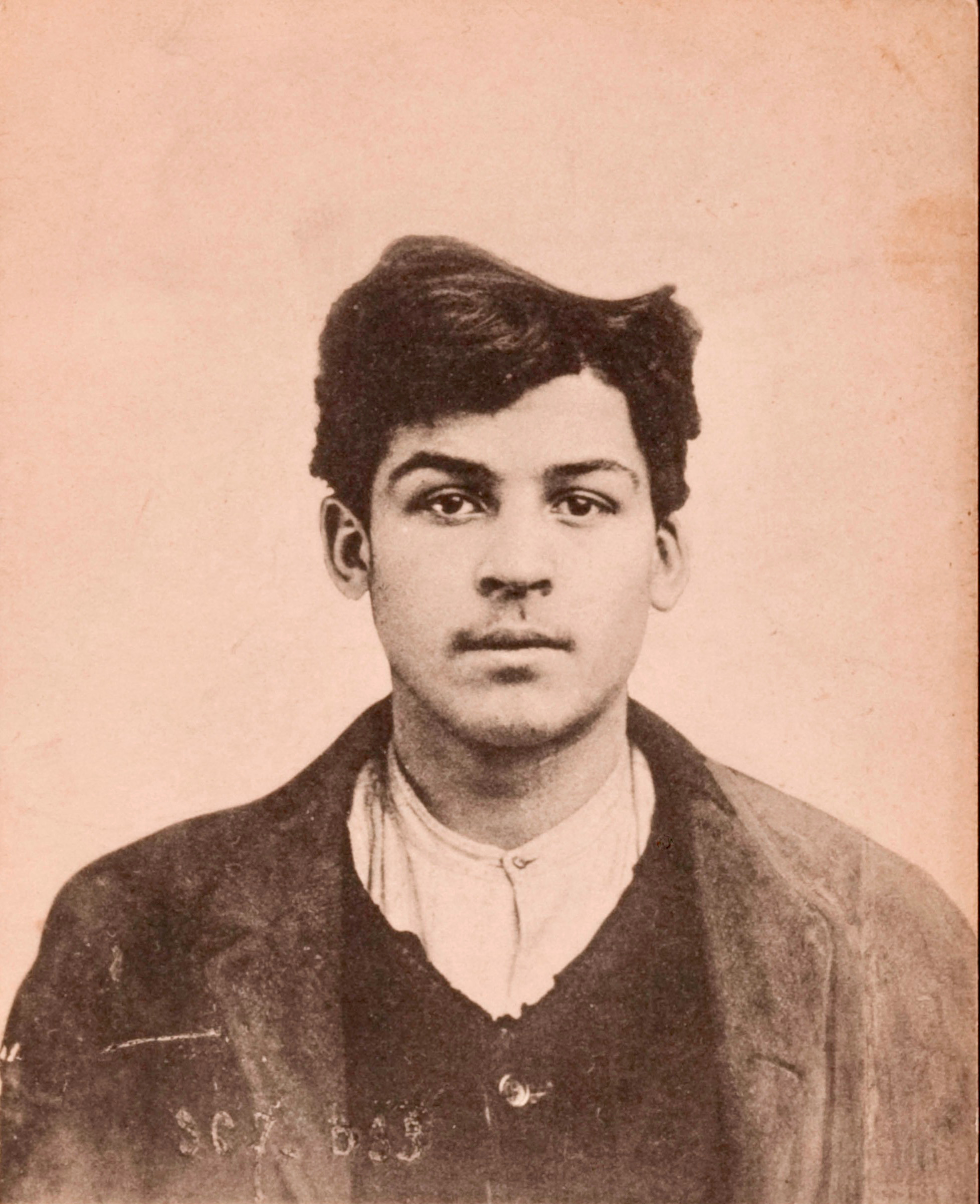
Octave Garnier
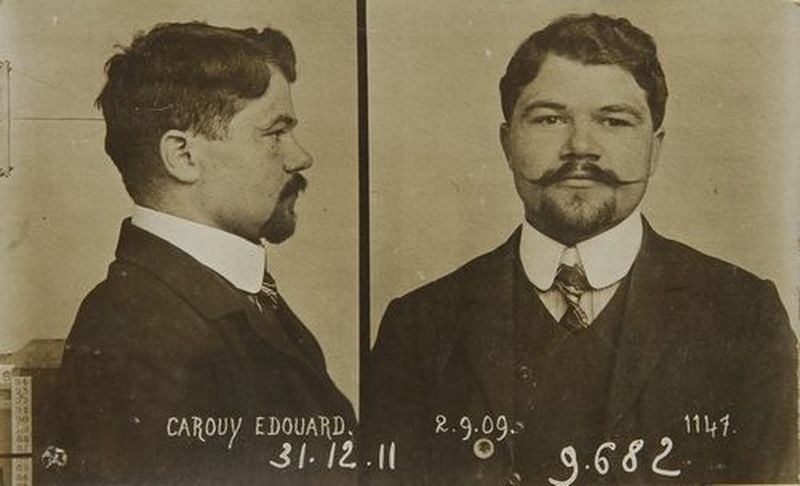
Édouard Carouy
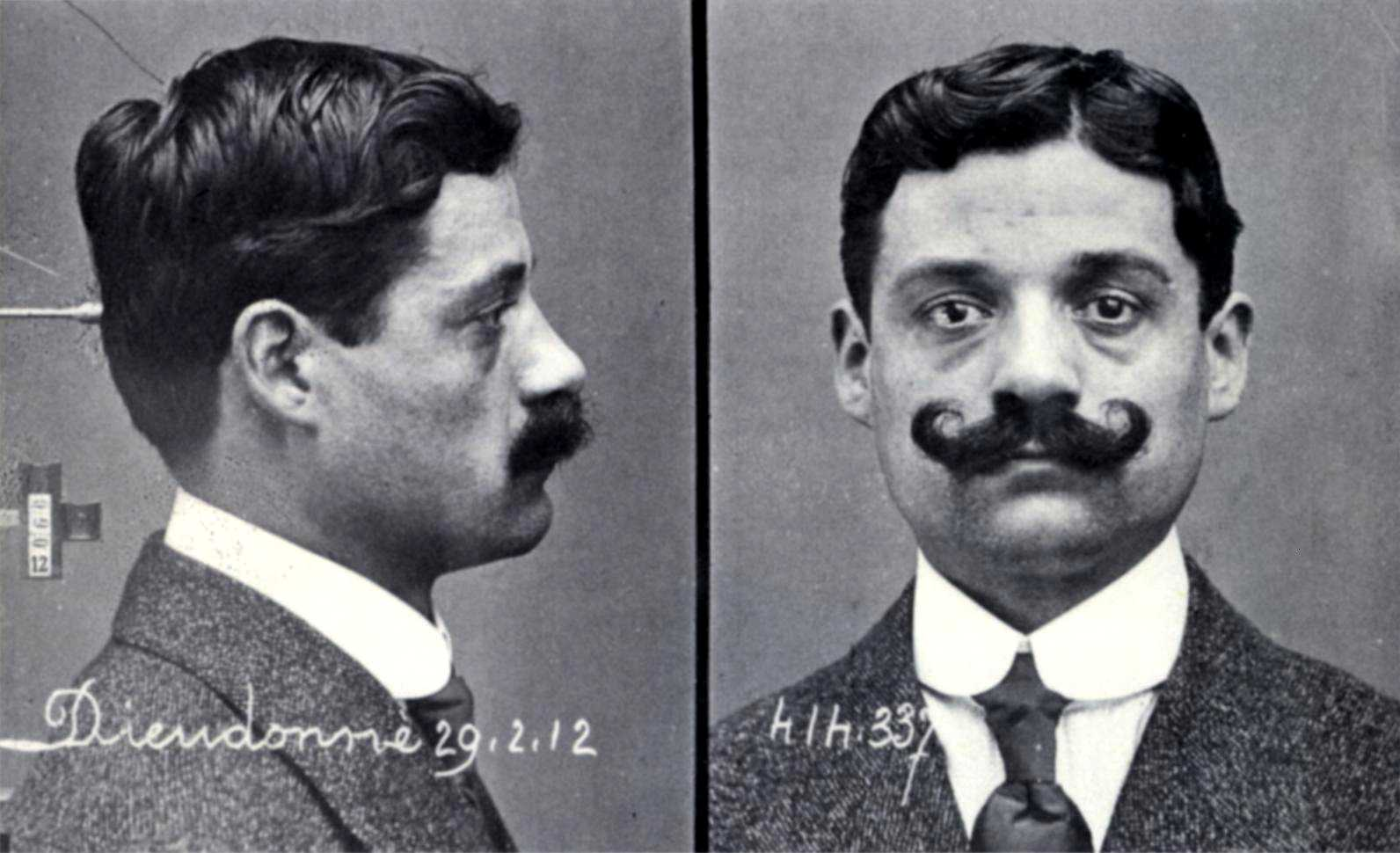
Eugène Dieudonné
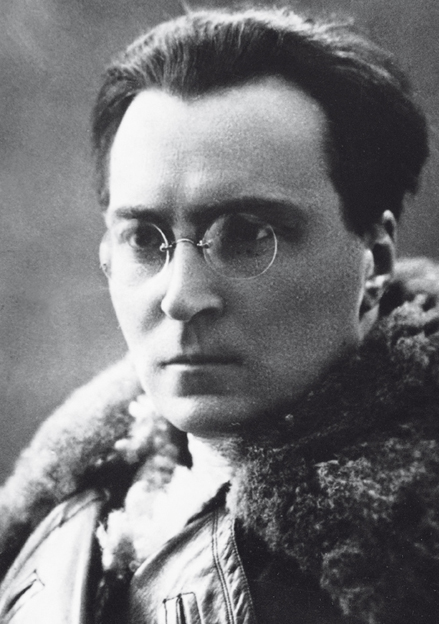
Victor Serge